# 61
| [ Edytuj tabelę ] |                       |
| Król Armenii      | - 60 Tigranes VI 62   |
| Cesarz Chin       | - 57 Han Mingdi 75    |
| Władca Korei      | - 53 T’aejodae 146    |
| Król Nabatei      | - 40 Malichus II 70   |
| Papież            | - 33 Piotr Apostoł 67 |
| Król Partów       | - 51 Wologazes I 78   |
| Cesarz Rzymu      | - 54 Neron 68         |

Rok 61 / LXI
stulecia: I wiek p.n.e. ~
I wiek ~
II wiek

lata: 51 «
56 «
57 «
58 «
59 «
60 «
61
» 62
» 63
» 64
» 65
» 66
» 71

## Wydarzenia
Europa
- Bitwa na Watling Street: klęska powstania celtyckich Icenów w Brytanii.

## Urodzili się
- Pliniusz Młodszy, pisarz rzymski (zm. ≈113).

## Zmarli
- Boudika, celtycka królowa; otruła się (ur. 22–30).
- Święty Barnaba, apostoł.